# Distrito do Berg Renano
O Distrito do Berg Renano (em alemão:  Rheinisch-Bergischer Kreis) é um distrito (Kreis ou Landkreis) da Alemanha localizado na região de Colónia, no estado da Renânia do Norte-Vestfália.

## Subdivisões do distrito
(Habitantes em 30 de junho de 2006)
| Cidades 1. Bergisch Gladbach (105 641) 2. Burscheid (19 080) 3. Leichlingen (27 610) 4. Overath (27 168) 5. Rösrath (27 121) 6. Wermelskirchen (36 461) | Municípios 1. Kürten (20 054) 2. Odenthal (15 724) |